# Gabriola sierrae
Gabriola sierrae är en fjärilsart som beskrevs av Mcdunnough 1945. Gabriola sierrae ingår i släktet Gabriola och familjen mätare. Inga underarter finns listade i Catalogue of Life.